# Школа № 547 (Москва)
Школа № 547  — государственное бюджетное образовательное учреждение города Москвы. Учредителем школы является Департамент образования и науки города Москвы.

## История
Школа была открыта в 1935 году. Здание школы было построено по проекту архитектора В. Д. Глазова. Являлось одним из первых проектов типового здания учебного заведения, рассчитанного на 400 учащихся. В годы войны в помещении школы работали курсы медсестер, готовившие кадры для фронта. Ученики и учителя школы, остававшиеся в Москве, участвовали в строительстве оборонительных сооружений, дежурили на крышах домов во время вражеских бомбардировок. В 1943—1953 годах была школой для девочек. Из-за большого количества детей школа работала в две смены. Уроки второй смены проходили с 14:20 до 20:00. В то время возле школы был разбит фруктовый сад.
В 1983—1985 годах в школе проходили капитальный ремонт и реконструкция, в результате которых школа приобрела современный вид (в частности, столовая вынесена в отдельное помещение под физкультурным залом). 
В 1985 году впервые был открыт класс шестилеток («нулевой класс» для подготовки к школе), лингафонный кабинет с оборудованием для обучение английскому языку, кабинет информатики (единственный в микрорайоне), а в подвале отрыт настоящий тир (для стрельбы из духовых винтовок).
В январе 1994 года в школе побывала американка Джанет Кёстер, которая прочитала в классе биологии лекцию школьникам об охране окружающей среды, а также рассказала о своем походе по Российской Федерации. Её лекцию снимала для телевидения компания ITN, а корреспондент газеты Chicago Tribune написал статью и опубликовал фотографию. С 2002 года школа имеет выход в Интернет по оптоволоконному кабелю.
22 апреля 2004 года в школе прошла акция «Живи!», в рамках которой со своим концертом выступила группа «Блестящие».
В мае 2005 года в стенах школы российская группа «Корни» провела презентацию своего второго альбома «Дневники».
В 2010 году двое учителей школы стали героями телепрограммы «За партой» телеканала «Столица».
В 2009 году в школе были открыты лицейские классы.
В 2012 году после объединения с ГБОУ СОШ № 649 школа стала образовательным комплексом № 547. С сентября 2013 года в его состав вошли также 5 дошкольных образовательных учреждений.

## Состав образовательного комплекса
В состав комплекса с 1 сентября 2013 года входят здания по адресам:
1. ул. Малая Тульская, д. 15 — здание общеобразовательной школы;
2. Даниловская набережная, д. 6 — здание общеобразовательной школы (бывшее ГБОУ СОШ № 649);
3. ул. Малая Тульская, д. 45 — дошкольное отделение № 1 «Ландыш» (бывшее ДОУ № 651);
4. ул. 2-я Рощинская, д. 13а — дошкольное отделение № 2 «Колокольчик» (бывшее ДОУ № 1305);
5. ул. 3-я Рощинская, д. 2 — дошкольное отделение № 3 «Ирис» (бывшее ДОУ № 1662);
6. 3-й Павелецкий пр., д. 7а — дошкольное отделение № 4 «Василёк» (бывшее ДОУ № 510);
7. Дербеневская наб., д. 13/17 — дошкольное отделение № 5 «Одуванчик» (бывшее ДОУ № 307).

## Миссия
Создание условий для раскрытия способностей каждого ученика, воспитания порядочного и патриотичного человека, личности, готовой к жизни в высокотехнологичном, конкурентном мире, способной к самосовершенствованию, саморазвитию, умеющей самостоятельно ставить и достигать серьезные цели, принимать грамотные решения в разных жизненных ситуациях.

## Достижения
Основной сайт школы занимает 159 место в Общероссийском рейтинге школьных сайтов, а также 61 место в рейтинге школьных сайтов Москвы.